# Prasinocyma batesi
Prasinocyma batesi är en fjärilsart som beskrevs av Louis Beethoven Prout 1930. Prasinocyma batesi ingår i släktet Prasinocyma och familjen mätare. Inga underarter finns listade i Catalogue of Life.